# Le notti di Lucrezia Borgia
Le notti di Lucrezia Borgia è un film italiano del 1959, diretto da Sergio Grieco.

## Trama
Diana d'Alva, la figlia di un duca che si contrappone alla famiglia dei Borgia, viene rapita da Cesare Borgia e poi liberata da Federico degli Alberici, il quale, dopo aver sgominato i banditi che la tengono segregata, si mette in viaggio verso Urbino, e al suo arrivo viene nominato capo delle guardie dallo stesso Cesare. Lucrezia Borgia s'innamora di lui suscitando la gelosia di Astorre, consigliere di Cesare e amante della donna. Federico trova alloggio nello studio del pittore Raffaello e incontra nuovamente Diana, ritenuta una sua modella. Lucrezia la fa seguire da Astorre il quale, venuto a conoscenza del tutto involontariamente della congiura che si sta progettando contro di loro, inizia a tramare vendette contro coloro che hanno tradito la loro causa.
Federico e Diana, ritenuti essere tra i congiurati, vengono imprigionati ma il giovane, con un tranello, si libera e grazie all'intervento di Jacopo, già servitore di Astorre e divenuto nel frattempo suo scudiero, fa accompagnare la ragazza al sicuro. Lucrezia e Astorre decidono di passare al contrattacco rinchiudendo nuovamente Diana in un castello dove rischia la morte per strangolamento, mentre lo stesso Cesare Borgia interviene per cercare di uccidere Federico. Rimasto ferito, Cesare apprende che Jacopo ha liberato il gruppo dei congiurati e, una volta che Diana viene liberata, è Astorre ad affrontare Federico nel duello decisivo, rimanendo schiacciato da un mostro di pietra nel parco del castello. Finalmente liberi, Federico e Diana, che nel frattempo si sono innamorati, fuggono liberi verso il Granducato di Toscana.

## Produzione
Il film venne girato negli studi di Pisorno a Tirrenia. Sergio Grieco firmò soggetto e sceneggiatura con lo pseudonimo di Aldo Segri. Le riprese terminarono nel febbraio del 1959; fu il primo film interpretato da Belinda Lee dopo la scadenza del contratto con la Rank. In seguito, Jacques Sernas girò con lo stesso regista un altro film come attore protagonista, Salambò. Bruno Mattei lavorò al film come assistente montatore.

## Distribuzione
Il film ottenne il visto di censura n. 28.831 il 17 marzo del 1959, inizialmente col divieto ai minori di 16 anni; dopo alcune modifiche nelle scene d'amore e in altre due scene, il divieto venne revocato il 30 maggio dello stesso anno.
Venne proiettato in Francia col titolo Les Nuits de Lucrèce Borgia, in Germania con il titolo Die Liebesnachte der Lucretia Borgia e negli Stati Uniti con il titolo The Nights of Lucretia Borgia.